# Ньюскульный хип-хоп
Ньюскульный хип-хоп (англ. New school hip hop) — музыкальный период в хип-хоп-музыке, который начался в 1983 году с ранних записей Run–D.M.C. Их песня «It’s Like That» (1983) считается первой хип-хоп-песней, записанной в стиле ньюскул. Как и предшествующий ему хип-хоп, ньюскульный хип-хоп зародился преимущественно в Нью-Йорке и изначально отличался по своей форме минимализмом драм-машины, часто с элементами рок-музыки. Он был известен насмешками и хвастовством рэпа, и социально-политическими размышлениями, которые были произнесены в агрессивном, самоуверенном стиле. В образе, как и в песне, исполнители демонстрировали жёсткое, хладнокровное, уличное отношение би-боя ко всему миру. Эти элементы резко контрастировали с нарядами в стиле фанк и диско, подкупающими своей новизной хитами, живой музыкой, синтезаторами и рифмами для вечеринок артистов, преобладавших в 1983 году в образе артистов олдскульного хип-хопа. Исполнители ньюскульного хип-хопа делали более короткие песни, которые могли бы легко попасть на радио, и более последовательные альбомы в отличие от их олдскул-коллег. К 1986 году хип-хоп-альбомы артистов ньюскула начали расцениваться как неотъемлемая часть мейнстрима.
В более широком смысле, Золотая эра хип-хопа — это фраза, обычно определяющая конец 1980-х годов в мейнстрим хип-хопе, которая характеризуется разнообразием, качеством, инновациями и влиянием и ассоциируется с Public Enemy, KRS-One и его группой Boogie Down Productions, Eric B. & Rakim, Ultramagnetic MCs, De La Soul, A Tribe Called Quest и Jungle Brothers из-за их тем афроцентризма и политической воинственности, их экспериментальной музыки и их эклектичного семплирования. Этот же период иногда упоминается как мидскул или мидлскул (с англ. — «средняя школа») в хип-хопе, фраза, охватывающая такие группы, как Gang Starr, The UMC's, Main Source, Lord Finesse, EPMD, Just Ice, Stetsasonic, True Mathematics и Mantronix.
Инновации Run-D.M.C., MC Shan и LL Cool J, а также ньюскул-продюсеров, таких как Ларри Смит и Рик Рубин из Def Jam, были быстро продвинуты Beastie Boys, Marley Marl и его командой Juice Crew, Boogie Down Productions, Public Enemy и Eric B. & Rakim. Хип-хоп-продакшн стал более плотным, рифмы и биты быстрее, поскольку драм-машина была дополнена технологией семплера. Rakim поднял лирику об искусстве рэпа до новых высот, в то время как KRS-One и Chuck D подтолкнули «message rap» (с англ. — «рэп, содержащий послание») к чернокожему активизму. Всеобъемлющая, семплом переполненная музыка артистов Native Tongues сопровождала их позитивность, афроцентризм и игривую энергию. С коммерческим доминированием гангста-рэпа на Западном побережье, в частности, с появлением расслабленных звуков джи-фанка в начале девяностых, можно сказать, что ньюскул/золотой век Восточного побережья закончилась с появлением таких хардкор-рэперов, как Wu-Tang Clan и гангста-рэперов, таких как Nas и The Notorious B.I.G., пришедшими доминировать на сцене Восточного побережья.
Термины «олдскул» и «ньюскул» всё чаще падают в распространённые выражения как синонимы слов «олд» и «нью» и часто применяются в таком разговорном способе для хип-хопа, для путаницы и периодического раздражения писателей, которые используют термины исторически. Фраза «лидер ньюскула», придуманная в хип-хопе Чаком Ди в 1988 году, и предположительно получила дальнейшее развитие группой с точно таким же названием Leaders of the New School (которые были названы Чаком Ди до подписания контракта с Elektra в 1989 году), остаётся популярной. Эта фраза была применена к артистам от Jay-Z до Lupe Fiasco.